# Blake (rapero)
Alejandro Cabrera Rodríguez (Salamanca, 27 de septiembre de 1991), más conocido por su nombre artístico Blake o BLK, es un rapero, productor y compositor español.

## Biografía

### Primeros años
Nacido en Salamanca España, ya empezó a interesarse por el rap durante la adolescencia, antes de componer sus primeras canciones ya componía música casera por Salamanca, lo que lo llevó a componer sus primeras canciones.

### Carrera musical
Blake en sus redes sociales afirmó públicamente que empezó en 2006, en una plataforma musical, y más tarde en YouTube, en 2008 lanzó su primera maqueta, Cosas de la vida, y en 2009 formó junto al también rapero Escualo, y el disc-jockey Chiky High, el grupo Gran Calibre. Toca el piano desde pequeño y muchas de sus bases las hacía y las hace así.
Con Gran Calibre lanzó seis discos: Luces y sombras (2010), Los del tango (2011), Por fin solos (2012), Algo más personal (2013), Nos sale de los cojones (2014) y, por último, Santa muerte (2016), con este último, lograron captar la atención de más gente; después, decidieron seguir por separado, aunque, en años posteriores, siguieron colaborando entre sí. Cada uno siguió sacando temas en solitario en el mismo canal de YouTube. 

#### En solitario
Su primer álbum de estudio, en solitario, fue Visceral, lanzado en 2017, en el que cuenta sus propias vivencias y fue un álbum marcado por la pérdida de su abuelo, al que le dedicó el disco entero, como bien dijo. Está compuesto de trece canciones como «Cenizas», «Allí donde estés» —dedicado a su abuelo, fallecido en 2016— o «Ding-dong», entre otros. Después de este primer álbum estuvo publicando sencillos que han tenido un gran éxito y que hasta la fecha han acumulado millones de reproducciones, uno de ellos grabado con Calero LDN («La última bala»). Otros de estos sencillos fueron «Lengua de serpiente», «En el clavo», «Rema», «Ideales», «Muy fan», «Game over», «Sit down» y «En bucle». El fallecimiento de su abuelo fue el suceso que empujó a Blake a hacer las canciones de este álbum, él describió este año como «un año de rabia y melancolía». 
El 27 de septiembre de 2019 lanza su segundo álbum, Talismán, con diez canciones, incluyendo canciones como «Poesía maquiavélica», «El coco» o «Todos somos carne», y, «God school», en colaboración con el rapero cubano AL2 El Aldeano. Después de este, también estuvo lanzando sencillos como «No cuela», «Reset», «Tan yo», «Insano», «Invisible», «Bang bang» y «La baguette». 
El 8 de octubre de 2021, lanza su tercer álbum, Daboia russelii, con trece canciones, algunos de ellos son «Morte», «Abre el telón» o «Russelii». Además de «Gánatelo», que fue grabado junto con el rapero Nikone. 
Se ha presentado en festivales de música como Mad Cool, Viña Rock, Cabo de Plata y Weekend Beach. 
Suele grabar en su casa, hace las bases, compone la letra, graba la canción e incluso muchos de sus videoclips están grabados por él, como el de su canción «Instinto», grabado en el confinamiento en 2020. 
Tiene una serpiente pitón tatuada en su antebrazo izquierdo, y ya ha incorporado serpientes en algunos de sus vídeos musicales. Su canción «Lengua de serpiente», fue para todos sus seguidores que sufren de esquizofrenia, además de tener otra canción hablando sobre esta enfermedad, llamándose este tema «Esquizofrenia».

## Discografía (Canciones y álbumes más importantes)

### Álbumes y maquetas
- Visceral (2017)
- Talismán (2019)
- Daboia russelii (2021)
- COOKINGS (2023)
- EL DIARIO DEL LOCO (2025)

### Sencillos y EP
- 2016: «Te fuiste»
- 2018: «Lengua de serpiente»
- 2019: «Ideales»
- 2019: «En el clavo»
- 2022: «Siempre solo»
- 2022: «Me tiene mal»
- 2022: «Que la vida te lo pague»
- 2023: «Lacura»
- 2023: «God ends here»
- 2023: «Haber estudiao»
- 2023: «Cookings»
- 2023: «Gta6»
- 2023: « Fregao»
- 2023: «Ahora que»
- 2023: «Mi hora»
- 2023: «A las malas mal»
- 2024: «AMÉN»
- 2024: «La chatarra»
- 2024: «Los mataba a todos»
- 2024: «Esmeralda»
- 2024: «Corre»
- 2024: «Te fuiste (Remix)»
- 2024: «La cabra»